# Skúli Þórsteinsson
Skúle Þorsteinsson (ca. 970 – ca. 1040) var sønnesøn af Egil Skallagrimson og en af Erik jarls islandske skjalde. Han deltog i Svolderslaget og digtede om det i sin alderdom.

## Familie og liv
Skúle var næstældste  søn af Þorsteinn Egilsson på Borg og er født omtrent 970. Skúle siges at have været den mest fremragende (mestr) af Þorsteinns sønner. Omtrent 20 år gammel er han rejst til Norge, hvor han sluttede sig til Erik jarl; under Olav Tryggvasons regering synes Skúle at have opholdt sig hos Erik i Sverige og dér deltaget i hans tog og kampe i Østerleden. Egils saga siger. "Skúle var længe på vikingetog ... og havde 7 kampe." 

Vi finder ham da også som Eriks stavnbo på Jærnbarden i Svolderslaget, hvor han kæmpede tappert. Endnu da Gunnlaugr ormstunga første gang var i Norge (1001), var Skúle hos jarlen som hans hirdmand, vel anset af alle. Ikke længe efter synes han at være rejst hjem, og han har sikkert været på Borg hos sin fader, da Bjørn hitdølakappe også var der. Skúle blev gift med Bera, en datter af Þorvaldr vidførles broder Ormr. Efter sin faders død (1015) bode Skúle på Borg og indtog en høvdings plads. Han har rimeligvis levet til henimod 1040. Af hans børn kendes Egill fra Bandamanna saga og Geirlaug fra slægtregistre.

## Digtning
At Egill Skallagrímssons sønnesøn var en skjald, undrer os ikke. Men hvor dygtig en skjald Skúle har været, kan vi ikke tilstrækkelig bedømme, da vi har så lidt tilbage af hans kvad. At han har digtet et eller flere nu tabte kvad om Erik jarl er rimeligt, men hvad vi har af dem, hører for det meste til en flokkr om Svolderslaget, der mærkeligt nok, er forfattet i hans alderdom; han siger selv: "nu mærker jeg, at jeg beynder at blive gammel." 

Man skulle tro, at han i sin fremrykkede alder endnu engang har følt trang til at mindes sine gamle bedrifter, og han synes at henvende sig til en kvinde (hans hustru?), som skal høre på hans digt (jfr. "Kvinden vilde ikke have set mig bagerst i skaren, da jeg gav daggryflyveren (ravnen) sår at læske sig i"). Et af disse vers synes at omtale det erobrede bytte; men det er ikke aldeles afgjort, hvorvidt det hører til dette digt eller ikke. En antydning af et vers endnu findes i Oddr munks Ólafs saga, hvor det hedder, at Skúle i sit digt har ytret, at også Sveinn Hákonarson (d. 1016) var med i kampen.
Foruden disse vers haves der et halvvers, som synes at være af en lausavísa. Det er meget smukt og for så vidt omtrent enestående i skjaldepoesien, som det, på rent lyrisk vis, handler om solens nedgang og månens tilsynekomst. "Glens gudeblide hustru (solen) træder med sine stråler ind i sin helligdom, men siden kommer ned til os den gråsærkede månes lys." Et sådant lyrisk udbrud taler i al sin skønne simpelhed meget fordelagtig for Skúles digterbegavelse og lader os ham ane en digteråre, hans bedstefader værdig.

## Ekstern henvisning
- Skúli Þórsteinsson Arkiveret 11. marts 2007 hos  Wayback Machine, opbevarede vers